# Christian Wanninger
Christian Wanninger (Ingolstadt, 12 settembre 1981) è un allenatore di sci alpino ed ex sciatore alpino tedesco.

## Biografia

### Carriera sciistica
Originario di Reichertshofen e attivo in gare FIS dal dicembre del 1996, Wanninger esordì in Coppa Europa il 6 febbraio 1999 a Zwiesel in slalom gigante (50º) e in Coppa del Mondo il 3 febbraio 2002 a Sankt Moritz nella medesima specialità, senza completare la prova. Ai Mondiali di Sankt Moritz 2003, sua unica presenza iridata, si classificò 34º nello slalom gigante; prese per l'ultima volta il via in Coppa del Mondo il 9 febbraio 2008 a Garmisch-Partenkirchen in slalom speciale, ottenendo il suo miglior piazzamento nel circuito (27º). Si ritirò al termine di quella stessa stagione 2007-2008 e la sua ultima gara fu lo slalom speciale dei Campionati svizzeri 2008, disputato a Davos il 30 marzo e chiuso da Wanninger al 3º posto.

### Carriera da allenatore
Dopo il ritiro è divenuto allenatore nei quadri della Federazione sciistica della Germania.

## Palmarès

### Coppa del Mondo
- Miglior piazzamento in classifica generale: 144º nel 2008

### Coppa Europa
- Miglior piazzamento in classifica generale: 47º nel 2008

### Campionati tedeschi
- 2 medaglie:
  - 2 argenti (slalom gigante nel 2007; slalom speciale nel 2008)